# Reuzenschubdier
Het reuzenschubdier (Smutsia gigantea, voorheen Manis gigantea) is het grootste van alle 8 soorten schubdieren die verspreid zijn over Afrika en Azië. Het leeft in de regenwouden van West- en Centraal-Afrika.
Het reuzenschubdier is een schuw nachtdier dat traag over de bosbodem foerageert. Het voedt zich met mieren, termieten en larven. De ogen worden door dikke oogleden beschermd en speciale spieren sluiten de neusgaten af voor binnenkruipende mieren terwijl het dier een mierennest leegrooft. Het reuzenschubdier is 75 cm lang met een staartlengte van 60 cm. 
Het loopt op 4 poten en verheft zich soms op zijn achterpoten. Bij gevaar kan het zich tot op een geschubde bal oprollen of stevig uithalen met de met messcherpe schubben bedekte staart. Het vrouwtje krijgt na een draagtijd van 5 maanden een jong in een onderaards nest.